# 埃科贝克
埃科贝克（法語：Escobecques，法語發音：[ekɔbɛk]）是法国上法蘭西大區北部省的一个市镇，属于里尔区和里尔欧洲都会区。

## 地理
埃科贝克（50°37'17"N, 2°55'49"E）面积1.85 平方千米，位于法国上法蘭西大區北部省，该省份为法国最北部的省份及最长的省份，西北濒北海，西接加来海峡省，南至埃纳省和索姆省，东与比利时接壤。
与埃科贝克接壤的市镇（或旧市镇、城区）包括：韦普地区埃讷蒂耶尔、博康-利尼、昂格洛、埃尔坎盖姆勒塞克、阿莱讷莱欧布尔丹、韦普地区拉丹盖姆。
埃科贝克的时区为UTC+01:00、UTC+02:00（夏令时）。

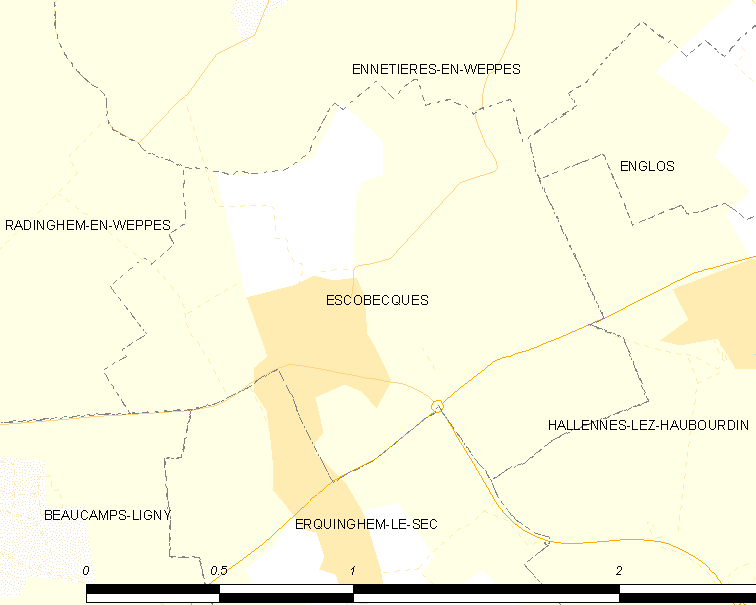
埃科贝克的OSM定位图

## 行政
埃科贝克的邮政编码为59320，INSEE市镇编码为59208。

## 政治
埃科贝克所属的省级选区为里尔第六县。

## 人口

1962-2008年间埃科贝克人口变化图示

埃科贝克于2022年1月1日时的人口数量为303人。